# Takeshi Kobayashi
Takeshi Kobayashi (jap. 小林武 Kobayashi Takeshi; ur. 22 czerwca 1948 w prefekturze Hiroszima) – japoński zapaśnik walczący w stylu klasycznym. Olimpijczyk z Montrealu 1976, gdzie odpadł w eliminacjach w kategorii 68 kg.
Piąty na igrzyskach azjatyckich w 1974. Szósty na mistrzostwach świata w 1975; odpadł w eliminacjach w 1974 roku.